# Imre Schlosser
Imre Schlosser (Budapest, 11 ottobre 1889 – Budapest, 19 luglio 1959) è stato un calciatore e allenatore di calcio ungherese.
Tra i più grandi marcatori ungheresi della storia, ha totalizzato 410 incontri e 496 reti tra campionato, coppa e Nazionale, ad una media reti/partita pari a 1,21.

## Carriera
Nato a Budapest nel 1889 si appassiona subito al gioco del calcio, tanto da esordire a soli 17 anni con la maglia del 
Ferencváros, per il quale gioca fino al 1915.
Soprannominato Slózi, con le Aquile Verdi vince ben 6 campionati ed altrettanti titoli di capocannoniere, realizzando complessivamente 258 reti in 155 partite di campionato.
I numeri sono frutto degli scarsi dati disponibili, ma certificano comunque la figura di un eccezionale attaccante d'area, temuto da tutte le difese in quanto micidiale in fase di conclusione.
Non è però un semplice finalizzatore, ma anche un giocatore intelligente in grado di muoversi in modo arguto e utile al gioco della squadra.
Dopo sei anni nell'MTK, nel 1922 decide a sorpresa di interrompere la sua carriera agonistica per dedicarsi a quella di allenatore e ancora più a sorpresa opta per un trasferimento in Svezia (IFK
Norrköping ). Giocò per un anno in Austria, nel Wiener AC, quindi ritornò in patria e giocò per un anno nel Ferencváros e per altro anno nel 33 FC.
Fu anche allenatore di varie squadre austriache, dell'IFK Norrköping e del Wisla Cracovia.
Schlosser fu il miglior marcatore europeo delle quattro stagioni che vanno dal 1910/11 al 1913/14. È stato il primo calciatore della storia ad aver superato le 400 reti in campionato.
Schlosser fece il suo debutto con la nazionale ungherese nel 1906, in un pareggio con la Boemia (4-4). Nel periodo considerato non esistono ancora i grandi tornei per nazionali e sono quindi i Giochi Olimpici a rappresentare il palcoscenico calcistico più prestigioso ed ambito.
Schlosser partecipa all'edizione del 1912, dove l'Ungheria viene eliminata già al primo turno per mano della forte Inghilterra.
La rappresentativa ungherese vince comunque il torneo di consolazione ed il suo prolifico centravanti realizza una tripletta in semifinale contro la Germania ed apre le marcature nella vittoria finale contro l'Austria per 3-1.
In totale giocò 68 partite con i magiari. Nel match contro l'Austria (3-3 il 5 novembre 1916), conquistò la sua 50ª presenza diventando il primo giocatore internazionale a raggiungere questa soglia. Schlosser giocò altri undici anni per il suo paese riuscendo perà a collezionare solo altre 18 presenze. Ha inoltre detenuto anche il record di marcature nei match internazionali (59), record detenuto fino al 1954 quando passa di mano al suo connazionale Ferenc Puskás.

## Statistiche

### Cronologia presenze e reti in Nazionale
| Cronologia completa delle presenze e delle reti in nazionale ― Ungheria | Cronologia completa delle presenze e delle reti in nazionale ― Ungheria | Cronologia completa delle presenze e delle reti in nazionale ― Ungheria | Cronologia completa delle presenze e delle reti in nazionale ― Ungheria | Cronologia completa delle presenze e delle reti in nazionale ― Ungheria | Cronologia completa delle presenze e delle reti in nazionale ― Ungheria | Cronologia completa delle presenze e delle reti in nazionale ― Ungheria | Cronologia completa delle presenze e delle reti in nazionale ― Ungheria |
| Data                                                                    | Città                                                                   | In casa                                                                 | Risultato                                                               | Ospiti                                                                  | Competizione                                                            | Reti                                                                    | Note                                                                    |
| ----------------------------------------------------------------------- | ----------------------------------------------------------------------- | ----------------------------------------------------------------------- | ----------------------------------------------------------------------- | ----------------------------------------------------------------------- | ----------------------------------------------------------------------- | ----------------------------------------------------------------------- | ----------------------------------------------------------------------- |
| 07/10/1906                                                              | Praga                                                                   | Boemia                                                                  | 4 – 4                                                                   | Ungheria                                                                | Amichevole                                                              | -                                                                       |                                                                         |
| 04/11/1906                                                              | Budapest                                                                | Ungheria                                                                | 3 – 1                                                                   | Austria                                                                 | Amichevole                                                              | 1                                                                       |                                                                         |
| 07/04/1907                                                              | Budapest                                                                | Ungheria                                                                | 5 – 2                                                                   | Boemia                                                                  | Amichevole                                                              | -                                                                       |                                                                         |
| 05/05/1907                                                              | Vienna                                                                  | Austria                                                                 | 4 – 4                                                                   | Ungheria                                                                | Amichevole                                                              | -                                                                       |                                                                         |
| 06/10/1907                                                              | Praga                                                                   | Boemia                                                                  | 5 – 3                                                                   | Ungheria                                                                | Amichevole                                                              | -                                                                       |                                                                         |
| 03/11/1907                                                              | Budapest                                                                | Ungheria                                                                | 4 – 1                                                                   | Austria                                                                 | Amichevole                                                              | -                                                                       |                                                                         |
| 05/04/1908                                                              | Budapest                                                                | Ungheria                                                                | 5 – 2                                                                   | Boemia                                                                  | Amichevole                                                              | 2                                                                       |                                                                         |
| 03/05/1908                                                              | Vienna                                                                  | Austria                                                                 | 4 – 0                                                                   | Ungheria                                                                | Amichevole                                                              | -                                                                       |                                                                         |
| 10/06/1908                                                              | Budapest                                                                | Ungheria                                                                | 0 – 7                                                                   | Inghilterra                                                             | Amichevole                                                              | -                                                                       |                                                                         |
| 01/11/1908                                                              | Budapest                                                                | Ungheria                                                                | 5 – 3                                                                   | Austria                                                                 | Amichevole                                                              | 2                                                                       |                                                                         |
| 04/04/1909                                                              | Budapest                                                                | Ungheria                                                                | 3 – 3                                                                   | Germania                                                                | Amichevole                                                              | 1                                                                       |                                                                         |
| 02/05/1909                                                              | Vienna                                                                  | Austria                                                                 | 3 – 4                                                                   | Ungheria                                                                | Amichevole                                                              | 3                                                                       |                                                                         |
| 30/05/1909                                                              | Budapest                                                                | Ungheria                                                                | 1 – 1                                                                   | Austria                                                                 | Amichevole                                                              | -                                                                       |                                                                         |
| 31/05/1909                                                              | Budapest                                                                | Ungheria                                                                | 2 – 8                                                                   | Inghilterra                                                             | Amichevole                                                              | 1                                                                       |                                                                         |
| 07/11/1909                                                              | Budapest                                                                | Ungheria                                                                | 2 – 2                                                                   | Austria                                                                 | Amichevole                                                              | 2                                                                       |                                                                         |
| 01/05/1910                                                              | Vienna                                                                  | Austria                                                                 | 2 – 1                                                                   | Ungheria                                                                | Amichevole                                                              | -                                                                       |                                                                         |
| 26/05/1910                                                              | Budapest                                                                | Ungheria                                                                | 6 – 1                                                                   | Italia                                                                  | Amichevole                                                              | 2                                                                       |                                                                         |
| 06/11/1910                                                              | Budapest                                                                | Ungheria                                                                | 3 – 0                                                                   | Austria                                                                 | Amichevole                                                              | -                                                                       |                                                                         |
| 01/01/1911                                                              | Parigi                                                                  | Francia                                                                 | 0 – 3                                                                   | Ungheria                                                                | Amichevole                                                              | 3                                                                       |                                                                         |
| 06/01/1911                                                              | Milano                                                                  | Italia                                                                  | 0 – 1                                                                   | Ungheria                                                                | Amichevole                                                              | 1                                                                       |                                                                         |
| 08/01/1911                                                              | Zurigo                                                                  | Svizzera                                                                | 2 – 0                                                                   | Ungheria                                                                | Amichevole                                                              | -                                                                       |                                                                         |
| 07/05/1911                                                              | Vienna                                                                  | Austria                                                                 | 3 – 1                                                                   | Ungheria                                                                | Amichevole                                                              | -                                                                       |                                                                         |
| 29/10/1911                                                              | Budapest                                                                | Ungheria                                                                | 9 – 0                                                                   | Svizzera                                                                | Amichevole                                                              | 6                                                                       |                                                                         |
| 05/11/1911                                                              | Budapest                                                                | Ungheria                                                                | 2 – 0                                                                   | Austria                                                                 | Amichevole                                                              | -                                                                       |                                                                         |
| 17/12/1911                                                              | Monaco di Baviera                                                       | Germania                                                                | 1 – 4                                                                   | Ungheria                                                                | Amichevole                                                              | 2                                                                       |                                                                         |
| 14/04/1912                                                              | Budapest                                                                | Ungheria                                                                | 4 – 4                                                                   | Germania                                                                | Amichevole                                                              | 1                                                                       |                                                                         |
| 05/05/1912                                                              | Vienna                                                                  | Austria                                                                 | 1 – 1                                                                   | Ungheria                                                                | Amichevole                                                              | -                                                                       |                                                                         |
| 20/06/1912                                                              | Göteborg                                                                | Svezia                                                                  | 2 – 2                                                                   | Ungheria                                                                | Amichevole                                                              | -                                                                       |                                                                         |
| 23/06/1912                                                              | Oslo                                                                    | Norvegia                                                                | 0 – 6                                                                   | Ungheria                                                                | Amichevole                                                              | 2                                                                       |                                                                         |
| 30/06/1912                                                              | Stoccolma                                                               | Regno Unito                                                             | 7 – 0                                                                   | Ungheria                                                                | Olimpiadi 1912 - Quarti di finale                                       | -                                                                       |                                                                         |
| 03/07/1912                                                              | Solna                                                                   | Germania                                                                | 1 – 3                                                                   | Ungheria                                                                | Olimpiadi 1912 - Consolazione semifinale                                | 3                                                                       | Cap.                                                                    |
| 05/07/1912                                                              | Solna                                                                   | Austria                                                                 | 0 – 3                                                                   | Ungheria                                                                | Olimpiadi 1912 - Finale 5º-6º Posto                                     | 1                                                                       | Cap. 5º Posto                                                           |
| 12/07/1912                                                              | Mosca                                                                   | Russia                                                                  | 0 – 9                                                                   | Ungheria                                                                | Amichevole                                                              | 2                                                                       | Cap.                                                                    |
| 14/07/1912                                                              | Mosca                                                                   | Russia                                                                  | 0 – 12                                                                  | Ungheria                                                                | Amichevole                                                              | 5                                                                       | Cap.                                                                    |
| 03/11/1912                                                              | Budapest                                                                | Ungheria                                                                | 4 – 0                                                                   | Austria                                                                 | Amichevole                                                              | 2                                                                       |                                                                         |
| 27/04/1913                                                              | Vienna                                                                  | Austria                                                                 | 1 – 4                                                                   | Ungheria                                                                | Amichevole                                                              | -                                                                       |                                                                         |
| 18/05/1913                                                              | Budapest                                                                | Ungheria                                                                | 2 – 0                                                                   | Svezia                                                                  | Amichevole                                                              | 1                                                                       | Cap.                                                                    |
| 26/10/1913                                                              | Budapest                                                                | Ungheria                                                                | 4 – 3                                                                   | Austria                                                                 | Amichevole                                                              | -                                                                       |                                                                         |
| 31/05/1914                                                              | Budapest                                                                | Ungheria                                                                | 5 – 1                                                                   | Francia                                                                 | Amichevole                                                              | -                                                                       |                                                                         |
| 19/06/1914                                                              | Solna                                                                   | Svezia                                                                  | 1 – 5                                                                   | Ungheria                                                                | Amichevole                                                              | 1                                                                       | Cap.                                                                    |
| 21/06/1914                                                              | Solna                                                                   | Svezia                                                                  | 1 – 1                                                                   | Ungheria                                                                | Amichevole                                                              | 1                                                                       | Cap.                                                                    |
| 04/10/1914                                                              | Budapest                                                                | Ungheria                                                                | 2 – 2                                                                   | Austria                                                                 | Amichevole                                                              | 1                                                                       | Cap.                                                                    |
| 08/11/1914                                                              | Vienna                                                                  | Austria                                                                 | 1 – 2                                                                   | Ungheria                                                                | Amichevole                                                              | -                                                                       | Cap.                                                                    |
| 02/05/1915                                                              | Budapest                                                                | Ungheria                                                                | 2 – 5                                                                   | Austria                                                                 | Amichevole                                                              | -                                                                       | Cap.                                                                    |
| 30/05/1915                                                              | Vienna                                                                  | Austria                                                                 | 1 – 2                                                                   | Ungheria                                                                | Amichevole                                                              | 1                                                                       | Cap.                                                                    |
| 03/10/1915                                                              | Vienna                                                                  | Austria                                                                 | 4 – 2                                                                   | Ungheria                                                                | Amichevole                                                              | 1                                                                       | Cap.                                                                    |
| 07/11/1915                                                              | Budapest                                                                | Ungheria                                                                | 6 – 2                                                                   | Austria                                                                 | Amichevole                                                              | -                                                                       | Cap.                                                                    |
| 04/06/1916                                                              | Budapest                                                                | Ungheria                                                                | 2 – 1                                                                   | Austria                                                                 | Amichevole                                                              | 1                                                                       | Cap.                                                                    |
| 01/10/1916                                                              | Budapest                                                                | Ungheria                                                                | 2 – 3                                                                   | Austria                                                                 | Amichevole                                                              | -                                                                       | Cap.                                                                    |
| 05/11/1916                                                              | Vienna                                                                  | Austria                                                                 | 3 – 3                                                                   | Ungheria                                                                | Amichevole                                                              | 1                                                                       |                                                                         |
| 06/05/1917                                                              | Vienna                                                                  | Austria                                                                 | 1 – 1                                                                   | Ungheria                                                                | Amichevole                                                              | 1                                                                       | Cap.                                                                    |
| 03/06/1917                                                              | Budapest                                                                | Ungheria                                                                | 6 – 2                                                                   | Austria                                                                 | Amichevole                                                              | 2                                                                       | Cap.                                                                    |
| 15/07/1917                                                              | Vienna                                                                  | Austria                                                                 | 1 – 4                                                                   | Ungheria                                                                | Amichevole                                                              | 1                                                                       | Cap.                                                                    |
| 07/10/1917                                                              | Budapest                                                                | Ungheria                                                                | 2 – 1                                                                   | Austria                                                                 | Amichevole                                                              | -                                                                       | Cap.                                                                    |
| 04/11/1917                                                              | Vienna                                                                  | Austria                                                                 | 1 – 2                                                                   | Ungheria                                                                | Amichevole                                                              | -                                                                       | Cap.                                                                    |
| 14/04/1918                                                              | Budapest                                                                | Ungheria                                                                | 2 – 0                                                                   | Austria                                                                 | Amichevole                                                              | 1                                                                       | Cap.                                                                    |
| 12/05/1918                                                              | Budapest                                                                | Ungheria                                                                | 2 – 1                                                                   | Svizzera                                                                | Amichevole                                                              | 1                                                                       | Cap.                                                                    |
| 02/06/1918                                                              | Vienna                                                                  | Austria                                                                 | 0 – 2                                                                   | Ungheria                                                                | Amichevole                                                              | 1                                                                       | Cap.                                                                    |
| 06/10/1918                                                              | Vienna                                                                  | Austria                                                                 | 0 – 3                                                                   | Ungheria                                                                | Amichevole                                                              | -                                                                       |                                                                         |
| 09/11/1919                                                              | Budapest                                                                | Ungheria                                                                | 3 – 2                                                                   | Austria                                                                 | Amichevole                                                              | -                                                                       | Cap.                                                                    |
| 24/10/1920                                                              | Berlino                                                                 | Germania                                                                | 1 – 0                                                                   | Ungheria                                                                | Amichevole                                                              | -                                                                       | Cap.                                                                    |
| 24/04/1921                                                              | Vienna                                                                  | Austria                                                                 | 4 – 1                                                                   | Ungheria                                                                | Amichevole                                                              | -                                                                       | Cap.                                                                    |
| 05/06/1921                                                              | Budapest                                                                | Ungheria                                                                | 3 – 0                                                                   | Germania                                                                | Amichevole                                                              | 1                                                                       | Cap.                                                                    |
| 06/11/1921                                                              | Budapest                                                                | Ungheria                                                                | 4 – 2                                                                   | Svezia                                                                  | Amichevole                                                              | 1                                                                       | Cap.                                                                    |
| 18/12/1921                                                              | Budapest                                                                | Ungheria                                                                | 1 – 0                                                                   | Polonia                                                                 | Amichevole                                                              | -                                                                       |                                                                         |
| 06/06/1926                                                              | Budapest                                                                | Ungheria                                                                | 2 – 1                                                                   | Cecoslovacchia                                                          | Amichevole                                                              | -                                                                       | Cap.                                                                    |
| 14/11/1926                                                              | Budapest                                                                | Ungheria                                                                | 3 – 1                                                                   | Svezia                                                                  | Amichevole                                                              | -                                                                       |                                                                         |
| 10/04/1927                                                              | Vienna                                                                  | Austria                                                                 | 6 – 0                                                                   | Ungheria                                                                | Amichevole                                                              | -                                                                       |                                                                         |
| Totale                                                                  |                                                                         | Presenze                                                                | 68                                                                      |                                                                         | Reti (3º posto)                                                         | 59                                                                      |                                                                         |

### Record
- Calciatore con il maggior numero di gol realizzati nel campionato ungherese (411).[1]
- Calciatore ad aver vinto il maggior numero di titoli di miglior marcatore nel campionato ungherese (7).[1]

## Palmarès

### Giocatore

#### Club
- Campionato ungherese: 13  (record)

Ferencváros: 1906-1907, 1908-1909, 1909-1910, 1910-1911, 1911-1912, 1912-1913, 1926-1927
MTK Budapest: 1916-1917, 1917-1918, 1918-1919, 1919-1920, 1920-1921, 1921-1922
- Coppa d'Ungheria: 2

Ferencváros: 1912-1913, 1926-1927

#### Individuale
- Capocannoniere del campionato ungherese: 7 (record)

1908-1909 (30 gol), 1909-1910 (19 gol), 1910-1911 (42 gol), 1911-1912 (40 gol), 1912-1913 (42 gol), 1913-1914 (36 gol), 1916-1917 (38 gol)